# Krîvnea, Rohatîn
Krîvnea (în ucraineană Кривня) este un sat în comuna Voroniv din raionul Rohatîn, regiunea Ivano-Frankivsk, Ucraina.

## Demografie
Componența lingvistică a localității Krîvnea
     Ucraineană (99,48%)
     Alte limbi (0,52%)
Conform recensământului din 2001, majoritatea populației localității Krîvnea era vorbitoare de ucraineană (99,48%), existând în minoritate și vorbitori de alte limbi.